# 佩里尼亚克 (多尔多涅省)
佩里尼亚克（法語：Peyrignac，法語發音：[peʁiɲak]）是法国多尔多涅省的一个市镇，属于萨拉拉卡内达区。

## 地理
佩里尼亚克（45°9'21"N, 1°11'29"E）面积6.3 平方千米，位于法国新阿基坦大区多爾多涅省，该省份为法国西南部内陆省份，是法國本土面积第三大的省，大致对应佩里戈尔地区，北起顺时针与夏朗德省、上维埃纳省、科雷兹省、洛特省、洛特-加龙省、吉倫特省和滨海夏朗德省接壤。
与佩里尼亚克接壤的市镇（或旧市镇、城区）包括：沙特尔、拉巴谢勒里、博尔加尔德泰拉松、勒拉尔丹-圣拉扎尔、维拉克、圣拉比耶。

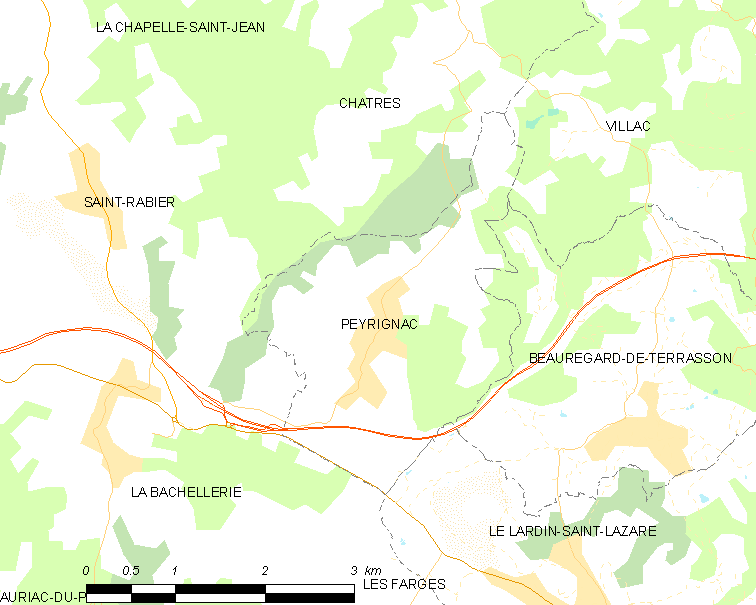
的OSM定位图

佩里尼亚克的时区为UTC+01:00、UTC+02:00（夏令时）。

## 行政
佩里尼亚克的邮政编码为24210，INSEE市镇编码为24324。

## 政治
佩里尼亚克所属的省级选区为上黑色佩里戈尔县。

## 人口

1962-2008年间人口变化图示

佩里尼亚克于2022年1月1日时的人口数量为594人。